# Melone
Melone (メローネ, Merōne) es un antagonista menor presente en la serie de JoJo's Bizarre Adventure: Golden Wind.

## Apariencia
Melone es un joven de una talla atlética y de altura media. Él conserva su cabello largo y lacio descendiendo hasta la altura de sus hombros.
Inspirado por un diseño veneciano, la característica más distintiva de Melone es siempre su vestimenta. Luce un traje negro con un montón de círculos, que carece de manga en el brazo derecho y una manga grande del lado izquierdo. También lleva unos guantes y zapatos del mismo color, así como una máscara transparente que cubre de manera total su ojo derecho. Sobre sus pantalones, lleva dos cadenas decorativas en cada pierna.

## Personalidad
Melone se muestra como un hombre educado en la mayoría de circunstancias. Abordando con frialdad profesional cada actividad, inspecciona físicamente a sus futuras víctimas, viéndolas más como un ganado para criar su stand que como otros seres humanos. En el anime se enfatiza su lado lujurioso, mostrándolo relamerse mientras observa las piernas y pies de una mujer hermosa, algo que hace reaccionar de una forma perturbada pero humorística a sus compañeros.
Siempre reacciona jovialmente cuando las circunstancias coinciden o superan sus expectativas, exclamando para sí mismo "¡Di Molto!". Por otro lado, cuando las cosas no salen según lo previsto, se pone nervioso, pero sigue siendo lo suficientemente sensato para emitir instrucciones tácticas, posiblemente debido a que él no enfrenta directamente el peligro.
Es uno de los usuarios de Stand menos conflictivos de la serie, prefiriendo las tácticas de golpear y correr o dejar trampas, nunca reaccionando con violencia pese a los contratiempos e incluso aconsejando a su Stand que huya en lugar de seguir luchando.

## Habilidades
Melone maneja a Baby Face, un Stand de apariencia humanoide con una computadora que él utiliza para crear Stands autónomos de larga distancia también llamados Baby Face que él puede dirigir para matar a sus blancos. Necesita encontrar una muestra de sangre de su objetivo y a la vez una mujer para reproducir dicho Stand antes de que pueda actuar.

## Historia
Melone se muestra por primera vez recogiendo una muestra de sangre dejada de la batalla de Bruno Bucciarati con Prosciutto y Pesci para la materialización del homúnculo con su Stand, Baby Face. Más tarde encuentra a una mujer en el tren, cuyo temperamento fuerte animó a Melone a usarla para materializar a Baby Face. Una vez que nació el Stand, entonces lo educa para matar a la Pandilla de Bucciarati y capturar a Trish Una.
Cuando Baby Face localiza a la Pandilla de Bucciarati y lanza su ataque dentro de Coco Jumbo, Melone empieza a dar órdenes desde su computadora. Sin embargo, el plan de Melone, inadvertidamente, hace que Giorno Giovanna no sólo le haga daño a Baby Face, sino que su habilidad le permitió descubrir la indispensable capacidad de Gold Experience para reparar lesiones a través de su poder vital básico. Melone finalmente pierde el control de Baby Face, que procede a actuar de manera independiente y termina casi quemando de muerte.
Después de la derrota de su Stand, él es llamado por Ghiaccio. Irónicamente, antes de que pudiera generar otra bebé a través de su Baby Face, una porción de su homúnculo anterior regresó hacia él como una venenosa serpiente creada por Giorno la cual muerde su lengua, matándolo.

## Otras apariciones

### Videojuegos

#### JoJo no Kimyō na Bōken: Ōgon no Kaze
Melone no aparece como un enemigo al que se puede enfrentar, sin embargo la batalla de Baby Face contra Giorno Giovanna aparece en el modo "Story drama" que se puede ver en el modo Galería.

#### JoJo's Bizarre Adventure: All Star Battle
Melone aparece en este videojuego de Sony PlayStation 3 como un personaje explicativo en uno de los menús del videojuego, siendo el guía en el modo de Opciones.

## Curiosidades
- Su frase característica "Di Molto" (ディ・モールト, di mōruto) se traduce como "muy/mucho" y no se utiliza realmente en el idioma italiano, siendo gramaticalmente incómodo en este idioma. "Molto bene" (muy bueno/muy bien) sería una forma correcta de su superlativo.